# Ruská Voľa nad Popradom

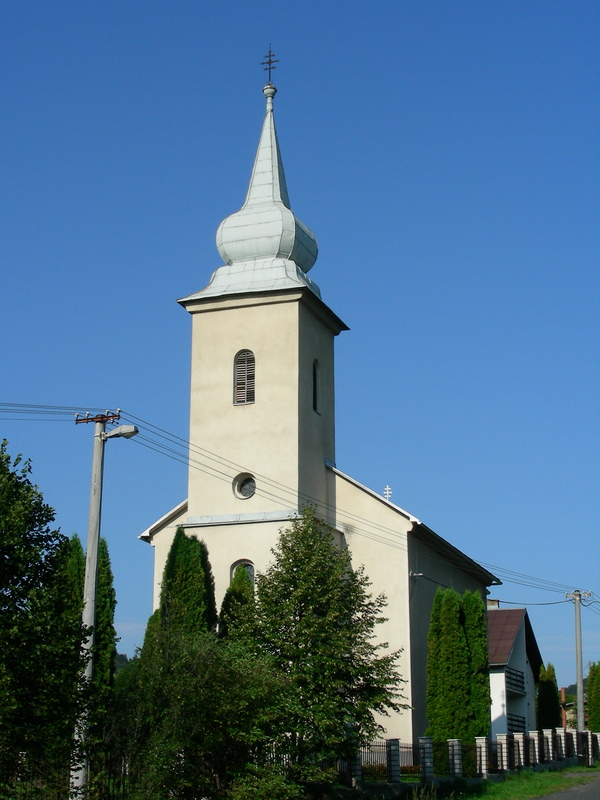
Ruská Voľa nad Popradom

Ruská Voľa nad Popradom (Hongaars: Poprádökrös) is een Slowaakse gemeente in de regio Prešov, en maakt deel uit van het district Stará Ľubovňa.
Ruská Voľa nad Popradom telt 99 inwoners.